# 雙胍類

二甲雙胍

丁福明，左方有丁基

苯乙雙胍，左方有苯基

雙胍類（英語：biguanides）是一群主要用于治疗2型糖尿病的口服降糖药；这群有机化合物皆为原型「雙胍」（化学式 HN(C(NH)NH2)2）的衍生物。雙胍原型为一种无色固体，溶于水后会产生强碱性溶液，接着再缓慢地水解成氨和尿素。
雙胍類藥物可作糖尿病或前期糖尿病的治療藥物，也可作為抗瘧疾藥物及殺菌劑。
- 二甲雙胍（Metformin）：是此類中最具代表性的藥物，廣泛用於2型糖尿病
- 苯乙雙胍（Phenformin）：因為它的毒性，已經退出了大多市場
- 丁福明（Buformin）：因為毒性下市
- 氯胍（Proguanil）：為抗瘧疾藥物
- 聚氨丙基雙胍（Polyaminopropyl Biguanide）：為殺菌劑、防腐劑

## 歷史
過去幾個世紀，山羊豆（學名：Galega officinalis）一直作為糖尿病的傳統療法。直到1920年代，在山羊豆萃取物中發現胍類化合物，動物實驗也發現這些化合物可以降低血糖濃度。一些毒性較低的衍生物，像是十烷双胍（synthalin）A和B，也都用於糖尿病的治療。但是自從發現胰島素後，這些東西就被遺忘了數十年。到了1950年代，雙胍類又重新的用於2型糖尿病。一開始，苯乙雙胍被廣泛的使用，不過後來因為它具有致死乳酸中毒後果，所以就漸漸的從各國藥典移除了。二甲雙胍有較高的安全性，且目前是最常使用的雙胍類。

## 藥理機轉
雙胍類的確切機轉目前還沒有完全了解，其主要作用是通过减少肝糖输出（減少肝臟的糖質新生），使血中葡萄糖下降；也會提高细胞对胰岛素的敏感性（促進細胞對葡萄糖的利用），使血中葡萄糖加速進入細胞內。
不像硫醯基尿素類和苯丙胺酸衍生物這兩個降血糖藥物，雙胍類並不會影響胰島素的釋放。所以不只可以用於2型糖尿病，也可以和胰島素一起用於1型糖尿病。

## 副作用
最常見的副作用是腹瀉跟消化不良，發生率高達30%以上。最重要且嚴重的副作用是乳酸中毒，所以腎衰竭是使用二甲雙胍的禁忌。在使用二甲雙胍前要先評估腎功能。

## 註解
1. ↑  「胍」，拼音：，注音：，音同「瓜」